# 가마

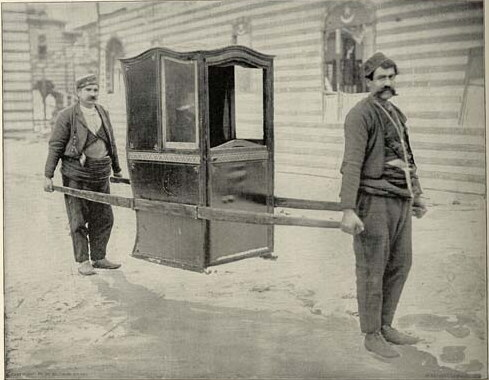
가마

가마 또는 승교(乘轎)는 조그만 집 모양의 탈것으로, 그 안에 사람을 태우거나 물건을 싣고 앞뒤에서 둘 또는 네 사람이 가마에 연결된 손잡이를 잡거나 멜빵을 걸어메고 옮기는 것이다. 현대에도 동아시아의 관광지에서는 다양한 형태의 가마가 운용되고 있다.
교통수단임에도 불구하고 이동 속도는 그다지 빠르지 않으며 1명이 탑승하기 위해 2명 이상의 가마꾼이 동원되어야 한다는 점에서 가마는 신분의 상징을 의미했다. 신분이 높을수록 가마꾼의 숫자는 증가하며 심지어 1인승 가마임에도 불구하고 10명 이상의 가마꾼이 짊어지는 가마도 있다.

## 이인교와 사인교
두 명이 앞뒤에서 잡는 이인교와 네 명이서 어깨에 짊어지는 사인교가 있다. 이인교는 외부가 폐쇄되고 문 혹은 커튼으로 가린 형태이고 사인교는 외부가 가려지거너 트인 형태가 있다.
조선의 2품 이상 당상관들은 외부가 트인 사인교 가마를 선호했다.

## 한국

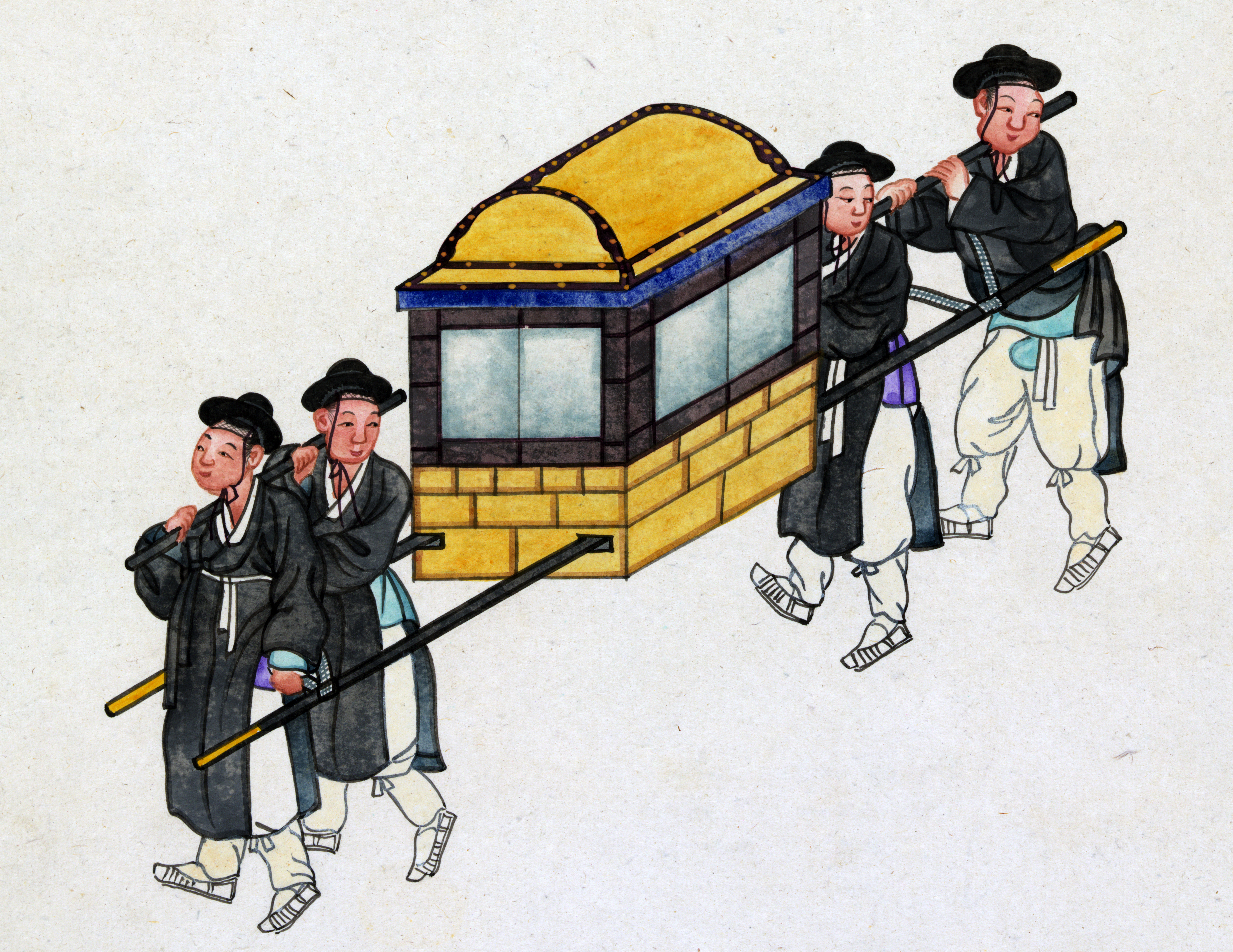
1890년대 한국의 가마(수채화)

조선시대에는 주로 신분이 높은 사람이 타고 다니던 주요한 이동 수단이었다. 대개 조그마한 집 모양인데 보통 네모난 상자 모양의 커다란 몸채가 있고 이 위를 지붕으로 덮었다. 몸채 앞에는 문을 내고 사람이 이 문으로 들어가 그 안에 앉는다. 몸채의 밑 부분에는 가마채라고 하는 두 개의 긴 막대를 나란히 덧대어 두 사람 또는 네 사람이 이 막대를 손으로 들거나 끈으로 매어 가마를 운반한다.
가마는 주로 권위 있는 상류 계층이 사용하였던 만큼 가마를 타고 지나갈 때는 위세를 더하기 위하여 하인들이 목청을 가늘고 길게 빼어 소리를 내기도 하였다. 또 일반 민간에서는 가마를 메고 가다가 맞은편에서 낯선 가마가 오게 되면 길을 비키지 않고 서로 실랑이를 벌이기도 했다. 그러다가 어떤 때는 가마끼리 맞대고 밀어붙이며 싸움을 벌이고는 했다. 기세에 밀리거나 싸움에 지면 가마에 타고 있는 사람의 운수가 사납고 불길하다는 생각이 있었던 것이다.
이러한 관습이 발달하여 한국인의 민속놀이 가운데 하나인 가마싸움이 만들어졌는데 추석이 되면 수십 명의 청년들이 한 팀이 되어 기를 앞세우고 상대편의 가마와 맞부딪쳐 먼저 많이 부순 팀이 이기는 놀이였다. 가마는 전통적인 한국 사회의 모습이 다분히 반영되어 있다. 한국인들은 체면과 품위를 중요하게 생각하였는데 그것을 유지하며 고고한 자세로 생활했던 그들의 모습이 고스란히 가마에 녹아 있다.

### 역사
신라 때의 기와 무늬에 가마 같은 모습이 있고 고구려 고분의 벽화에서도 화려한 가마에 앉아 있는 부인의 모습을 볼 수 있어 삼국 시대 이전부터 있었으리라 짐작한다. 조선 시대에 이르면서 가마는 타는 사람의 신분에 따라 종류와 이름도 다르게 여러 가지로 나뉘었다.

### 종류
- 가교 (가마): 조선시대 왕과 왕세자의 능행(陵行) 및 열무(閱武) 참관 등 장거리 행차 때에 사용하던 가마
- 연과 가교: 임금이 타는 가마로 좌우와 앞에 구슬을 달아 만든 주렴이 있다. 연은 가마채가 아주 길게 되어 있고, 가교는 두 마리의 말과 사람을 앞뒤에 두고 가마채가 흔들리지 않도록 되어있다.
- 덩: 공주나 옹주가 타는 가마
- 사인교 : 정 2품의 판서와 판서급 대신들과 재상들이 타거나, 혼인날에 신부가 타고 친정에서 결혼식장으로 갈 때 타는 가마
- 삿갓가마: 상례 때에 쓰는 흰 휘장이 둘러진 삿갓 모양의 가마
- 초헌: 종 2품의 관리가 타는 외바퀴가 달린 가마
- 남여: 정 3품 참의와 승지가 타는 가마(의자 모양)
- 사인남여: 종 2품 참판, 정 2품 판서급이 타는 가마
- 평교자: 종 1품 이상의 관리와 정승, 60대 이상의 원로대신들이 타는 가마
- 장보교: 네 기둥을 세우고 사면에 휘장을 두른 뒤 자유롭게 꾸몄다 뜯었다 할 수 있도록 만든 가마, 주로 낮은 관리들이 사용했다.
- 채여, 갸자: 물건을 나를 때 사용했던 가마

## 같이 보기
- 인력거
- 가마싸움놀이